# Ундол
У́ндол — железнодорожная станция Горьковской железной дороги на участке Москва — Владимир современного хода Транссиба, в городе Лакинске Собинского района Владимирской области. Название происходит от имени одноимённого села (бывшая вотчина А. В. Суворова), которое в советское время вошло в черту города Лакинска.
На станции две пассажирских платформы, соединённых только настилом через пути. Не оборудована турникетами. По состоянию на июль 2024 год на станции останавливается 3 электропоезда Москва — Владимир и один Петушки — Владимир, в сторону Москвы — 4 электропоезда Владимир — Москва.
Станция ближе всего к Горьковскому шоссе, расстояние составляет 200 метров.
Время движения от Петушков: 30-32 минуты.